# Lucius Teichmann
Lucius Teichmann OFM (* 21. Januar 1905 als Alfons Teichmann; † 8. März 1996 in Warendorf) war ein deutscher Franziskaner, Historiker und Ordensoberer.

## Leben
Alfons Teichmann besuchte das Kolleg der Franziskaner in Neisse und legte 1926 die Reifeprüfung ab. Anschließend trat er in die Schlesische Franziskanerprovinz Silesia ein und erhielt den Ordensnamen Lucius. Er studierte an der Hochschule der Ordensprovinz in Breslau-Carlowitz und wurde 1931 im Priesterseminar Weidenau in Weidenau zum Priester geweiht. An der Universität Breslau promovierte er 1934 zum Dr. theol. mit einer Arbeit zum Thema „Die Franziskaner-Observanten in Schlesien vor der Reformation“, anschließend war er Lektor für Patrologie, Kirchen- und Ordensgeschichte am Provinzstudium in Glatz und Religionslehrer am Katholischen Gymnasium. Dabei betreute er als Seelsorger die Jugendgruppen im Bund Neudeutschland und im Heliand-Bund.
Seit den 1930er-Jahren war er in der Pfarrseelsorge tätig, zunächst als Pfarradministrator der sorbischen Gemeinde „St. Simon und Judas Thaddäus“ in Crostwitz; deshalb wurde er nicht zur Wehrmacht einberufen. Nach dem Zweiten Weltkrieg wurde er Pfarrvikar an der Heilig-Kreuz-Kapelle in Dresden-Klotzsche, wo von 1947 bis 1975 eine Niederlassung der Franziskaner an Stelle eines Klarissenklosters bestand.
Durch die Folgen des Zweiten Weltkriegs und die Oder-Neiße-Grenze wurden die östlich gelegenen Klöster der Schlesischen Franziskanerprovinz zu einer polnischen Franziskanerprovinz eingegliedert. Für die westlich gelegenen Klöster wurde Lucius Teichmann zum Provinz-Delegaten bestimmt, der die in der DDR und in der Bundesrepublik Deutschland gelegenen Klöster von Berlin aus leitete. Das Provinzialat richtete er in Ostberlin ein, eine Zweigstelle im Westberliner Franziskus-Krankenhaus, und pendelte zwischen beiden Standorten. Von Westberlin aus unternahm er gelegentlich illegale Flüge in die Bundesrepublik, um den Kontakt mit den dort lebenden Brüdern zu halten. Beim Bau der Berliner Mauer am 13. August 1961 hielt er sich im Konvent in Hannover-Kleefeld auf und konnte nicht in die DDR zurückkehren. Er baute in Berlin-Tempelhof eine Kirche, ein Kloster und ein Studentenwohnheim mit 80 Plätzen. Nach 1961 widmete er sich der Erforschung der Ordensgeschichte.

## Veröffentlichungen
- Die Franziskaner-Observanten in Schlesien vor der Reformation. Antonius-Verlag, Breslau-Carlowitz 1934 (Dissertation).
- Steinchen aus dem Strom. Skizzen aus dem Leben. Hönicke, Berlin 1979 (2. Auflage: Steinchen aus dem Strom. Vom Dritten Reich und unseren Nachbarn im Osten. Wienand Verlag, Köln 1984).
- Die Franziskanerklöster in Mittel- und Ostdeutschland 1223–1993 (ehemaliges Ostdeutschland in den Reichsgrenzen von 1938).  (= Studien zur katholischen Bistums- und Klostergeschichte, 37) Benno Verlag, Leipzig 1995.